# Ivan Krznarić
Ivan Krznarić (Jezerane, 21. srpnja 1891. – Zagreb, 8. listopada 1964.), reporter, blagajnik Hrvatskog novinarskog društva.
Dugogodišnji blagajnik Hrvatskog novinarskog društva između dva svjetska rata, zaslužan za izgradnju novinarskog doma i osnivač naklade BINOZA, biblioteke novinarske zadruge.

## Vanjske poveznice
- Ivan Krznarić  Arhivirana inačica izvorne stranice od 30. listopada 2007. (Wayback Machine)